# Maxine Feibelman
Maxine Feibelman, Américaine née en 1952, commence à travailler comme styliste pour des groupes de rock californiens. Elle participe à la création du style vestimentaire d'Elton John. Sa liaison, son mariage et sa rupture avec Bernie Taupin, le parolier d'Elton John, ont influencé plusieurs des chansons de ces artistes,.

## Biographie
Maxine Phyllis Feibelman naît en 1952. Son père Max est lieutenant-colonel de l'armée de l'air américaine. Après une scolarité qui s'arrête au lycée, elle rencontre Bernie Taupin en 1970. Une idylle se noue rapidement et elle l'accompagne régulièrement et lui fait visiter la région de Los Angeles, où il s'installe définitivement,. Ils se marient dans le Lincolnshire (Royaume-Uni) le 27 mars 1971, avec Elton John comme témoin. Ils divorcent en 1976 sans rompre leur relation amicale, alors que Maxine entretient une liaison avec le bassiste du groupe, Kenny Passarelli.

## Postérité dans les chansons

### Tiny Dancer
Tiny Dancer est le premier morceau de l'album Madman Across the Water d'Elton John. Écrite par Bernie Taupin, elle évoque ses sentiments naissants pour elle, et leurs premiers mois, quand elle travaille comme styliste pour le groupe d'Elton John pendant sa première tournée aux États-Unis,.

### I Feel Like a Bullet (in the Gun of Robert Ford)
La rupture de Maxine Feibelman et de Bernie Taupin inspire à ce dernier les paroles de I Feel Like a Bullet (in the Gun of Robert Ford), cinquième piste de l'album Rock of the Westies  d'Elton John. Il s'agit d'un message d'excuses adressé à son ancienne compagne, où Taupin endosse la responsabilité de la situation, se comparant à la balle fatale que le hors-la-loi Jesse James reçoit dans le dos.

### Between Seventeen and Twenty
Dans les paroles de cette chanson, onzième morceau de l'album d'Elton John Blue Moves, Bernie Taupin expriment ses sentiments quand il découvre que Maxine Feibelman a une liaison avec le bassiste du groupe d'Elton John, Kenny Passarelli. Le titre fait référence aux âges respectifs de Taupin et de Feibelman lors de leur rencontre. Un biographe décrit la chanson comme « une réprimande à peine voilée à l'égard de l'épouse de [Taupin], Maxine, partageant maintenant le lit de Kenny Passarelli, qui joue sur cette même piste ».

### The Bitch is Back
Le titre de ce premier morceau (et le deuxième single) de l'album Caribou de 1974 est une citation directe récurrente de Maxine Feibelman, qui disait « la garce est de retour » chaque fois qu'Elton John était de mauvaise humeur(p83),(p169).

### Mellow
Mellow est une chanson d'Elton John avec des paroles de Bernie Taupin, le deuxième morceau de son album Honky Château de 1972. Elle est interprétée comme une réflexion sur la période de bonheur que vivent ensemble de Bernie Taupin et de Maxine Feibelman avec la vie de couple marié dans leur manoir du Lincolnshire.

### AlbumBlue Moves
Le divorce du couple se reflète, selon les historiens de la musique, dans l'ambiance mélancolique de l'album Blue Moves(p35).

### Lovesick
La chanson Lovesick paraît comme bonus sur l'album A Single Man d'Elton John en 1978. Ecrite au moment du divorce de Taupin et Feibelman, elle reflète les humeurs du parolier en pleine crise conjugale.

### I Cry at Night
I Cry At Night, une chanson d'Elton John avec des paroles de Bernie Taupin, est une piste bonus de l'édition remasterisée de l'album A Single Man. Cette chanson a été écrite et enregistrée lors des sessions de l'album Blue Moves, pendant le divorce de Maxine Feibelman et Bernie Taupin. Les paroles, le titre évoquent le ressenti de celui-ci.

## Costumière d'Elton John
Elton John a crédité Maxine Feibelman, en tant que costumière de son groupe, de l'avoir mis sur la voie de son style particulier de costume de scène en le mettant au défi de porter sur scène telle paire de collants mauves, tel T-shirt violet à porter avec des « bottes argentées avec des étoiles ».